# Rick Wilkins
Herbert Richard „Rick“ Wilkins (* 1. Februar 1927 oder 1937 in Hamilton, Ontario) ist ein kanadischer Komponist, Arrangeur und Jazzmusiker (Tenorsaxophon und andere Holzblasinstrumente) und Dirigent.

## Leben und Wirken
Wilkins spielte in den Tanzorchestern von Jack Ryan und Gav Morton, bevor er zwanzigjährig nach Toronto ging. Dort spielte er in den Bands von Benny Louis und anderen und studierte kurzzeitig Arrangement bei Phil Nimmons an der Advanced School of Contemporary Music. Er arrangierte ab 1960 Musik für das CBC Orchestra unter Jack Kane und bearbeitete und dirigierte für die CBC und das CTV Kompositionen für Julie Amato, Tommy Ambrose, Guido Basso, Canadian Brass, Burton Cummings, Anne Murray, Wayne and Shuster und andere. 
Für einen Auftritt Buddy Grecos in der Ed Sullivan Show bearbeitete er einen Titel, nach dessen Erfolg ihn Greco im Sommer 1962 als Dirigent nach New York einlud. 1970 wurde er Mitglied von Rob McConnells Band Boss Brass, der er mehr als dreißig Jahre angehörte. Zur gleichen Zeit begann seine Zusammenarbeit mit Tommy Ambrose, Doug Riley und Larry Trudel auf dem Gebiet der Jinglekomposition. Als musikalischer Leiter einiger Serien und Specials bei CBS TV in Los Angeles arbeitete er 1976/77 auch mit den Jackson Five. 
Für eine Fernsehsendung der CBC bearbeitete er 1979 Oscar Petersons Canadian Suite und dirigierte auf dessen Alben The Personal Touch (1980) und A Royal Wedding Suite (1981). Für Aufnahmen arrangierte er weitere Werke des Komponisten (u. a. The Personal Touch und Royal Wedding Suite) sowie Kompositionen von Peter Appleyard (u. a. Swing Fever), Salome Bey, Ed Bickert, Maureen Forrester, Vic Franklyn, Hagood Hardy, Maxwell King, Moe Koffman, Gene Lees, Ginette Reno, Arlene Smith und anderen. 1988 erhielt er den Auftrag, die Musik zur Eröffnung der Olympischen Winterspiele in Calgary zu komponieren und zu dirigieren, im Folgejahr war er Musikdirektor bei der Eröffnungsgala des SkyDome in Toronto.
Er komponierte Filmmusiken zu mehreren Fernseh- und Dokumentarfilmen und Jazzthemen, die u. a. von Moe Koffman, Rob McConell und Frank Wess aufgeführt wurden. Für die Gruppe Boss Brass schrieb er das sinfonische Jazzstück T.O. 150. P. J. Perry beauftragte ihn, einen Jazzabend für Saxophon und Sinfonieorchester zu arrangieren, dessen Uraufführung er mit der The Edmonton Symphony spielte und den Wilkins später mit der Kitchener-Waterloo Symphony dirigierte. 2005 schrieb er weitere sinfonische Stücke für Perry und im Folgejahr zwei sinfonische Arrangements für einen Auftritt von John McDermott im Kennedy Center for Performing Arts.
Wilkins leitete auch ein eigenes Quartett und nahm die LPs Christmas with Rick Wilkins and the Mutual Understanding (1970), My Heart Belongs to Me (1977), For the Sake of Music (1978) und Discovery (1981) auf. Auch ist er auf Aufnahmen von Phil Nimmons, Duke Ellington, Moe Koffman, Gene Lees, Guido Basso, Peter Appleyard, Trudy Desmond, Bobbi Sherron, Louie Bellson, Ian McDougall und den Concord Festival All Stars zu hören.
2002 wurde er mit dem Order of Canada geehrt. Von 2005 bis 2008 war er jedes Jahr für den National Jazz Award als Arranger of the Year nominiert.